# EV العظاءة

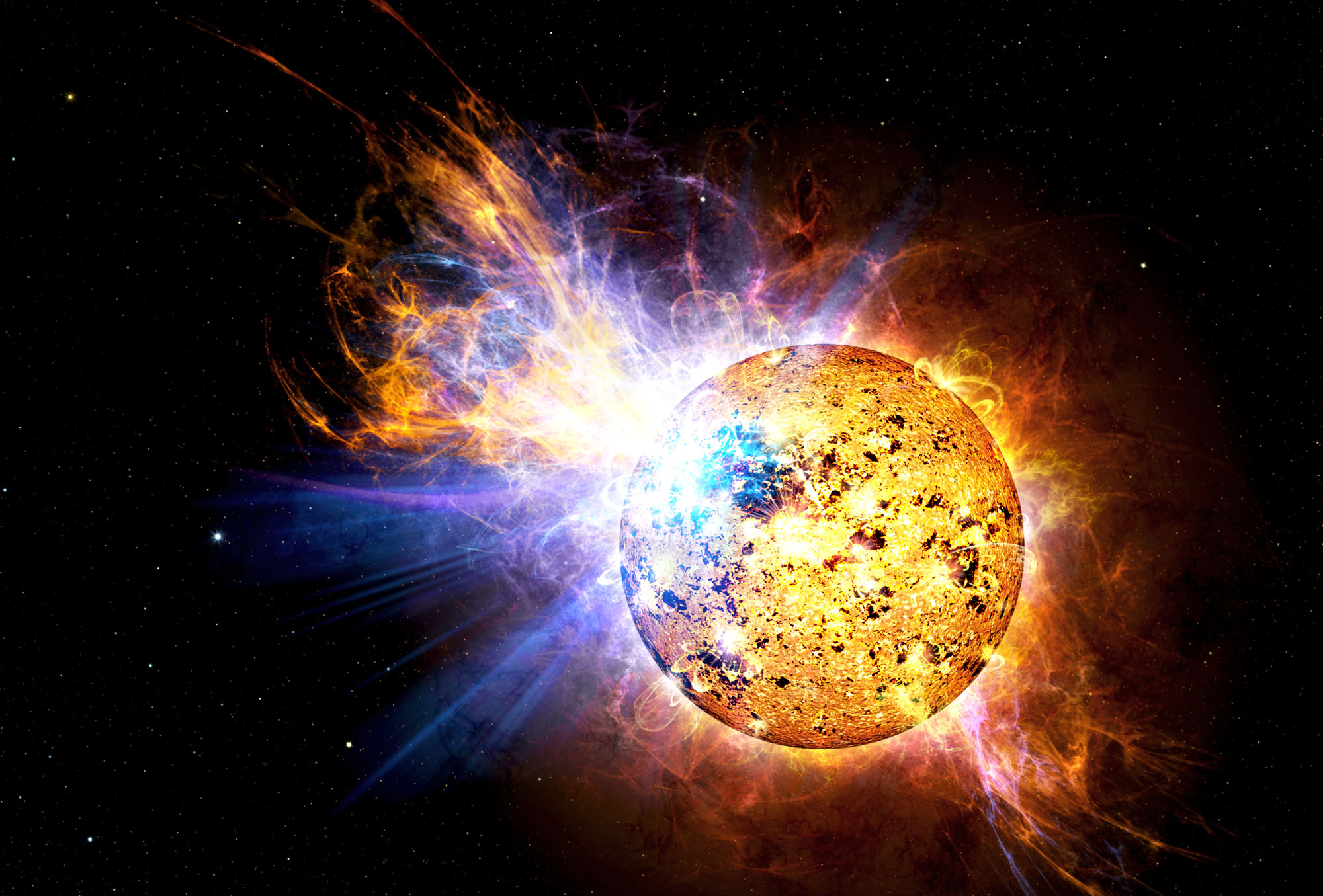
نجم اف لاسيرتا

اف لاسيرتاي أو العظاءة اف EV Lacertae نجم يبعد 16,5 سنة ضوئية عن المجموعة الشمسية، يقع في كوكبة العظاءة.
اف لاسيرتاي هو قزم أحمر، كتلته هي 16% من الكتلة الشمسية. نجم شاب نسبياً عمره بضعة مئات ملايين السنين فقط، ولكنه سريع الدوران بحيث يولد حقلاً مغناطيسياً كبيراً يبلغ 100 ضعف حقل الشمس مما يؤدي إلى اندلاعات لهب هائلة. بسبب نشاطه الكبير هو محل اهتمام علماء الفلك، مثال لذالك الدراسة التي قامت على مدا 9 أيام بين 1986 و1987 حيث شوهد 50 انفجارا هائلا في تلك المدة.
في 25 ابريل 2008 رصد علماء ناسا انفجارات هائلة في هذا النجم، تفوق الطاقة الناجمة عن الانفجار ملايين المرات طاقة انفجار قنبلة نووية.

## وصلات خارجية
- EV Lacertae